# Spermacoce stigmatosa
Spermacoce stigmatosa är en måreväxtart som beskrevs av Harwood. Spermacoce stigmatosa ingår i släktet Spermacoce och familjen måreväxter. Inga underarter finns listade i Catalogue of Life.